# Лий Грифитс
Лий Гри́фитс (на английски: Leigh Griffiths; роден на 20 август 1990 г, в Единбург) е шотландски футболист, нападател на Мандура Сити. Играл за Уулвърхемптън, Ливингстън, Дънди, Хибърниън и Селтик.

## Успехи

### Клубни
Дънди
- Носител на Купа на предизвикателството на Шотландия: 2009/10

 Хиберниън
- Финалист в Купата на Шотландия (2): 2012, 2013

 Селтик
- Шампион (7): 2013/14, 2014/15, 2015/16, 2016/17, 2017/18, 2018/19, 2019/20
- Купа на Шотландия (3): 2016/17, 2017/18, 2019/20
- Носител на Купа на Шотландската лига (4): 2014/15, 2016/17, 2017/18, 2018/19

### Индивидуални
- Играч на годината в Шотландската Премиер-лига: 2012/13[1].
- Играч на годината версия Шотландска асоциация на футболните журналисти (2): 2012/13[2], 2015/16
- Играч на годината версия футболисти на ШПФА: 2015/16
- Играч на годината на „Селтик“: 2015/16
- Играч на месеца в шотландската Премиер-лига (2): август 2012[3], февруари 2013[4].
- Най-млад играч на годината в Шотландия: 2012/13[5]
- Най-млад играч на годината вшотландската Премиер-лига (6): март 2008, август 2008, март 2009, септември 2009, октомври 2009, ноември 2010